# Міжнародна торгівля
Міжнаро́дна торгі́вля — торгівля між резидентами різних держав. Під час міжнародної торгівлі відбувається переміщення товарів і послуг через митні кордони різних держав. Результатом міжнародної торгівлі є виникнення світового ринку. В основі формування міжнародної тогрівлі лежить міжнародний поділ праці.
Зовнішня торгівля є історично першою та найважливішою формою економічних зв'язків між народами і країнами, яка відображає зв'язок між товаровиробниками різних країн, що виникає на основі міжнародного поділу праці та виражає їхню взаємну економічну залежність. До міжнародної торгівлі належать експорт і імпорт товарів, різницю між якими називають торговельним балансом.

Міжнародна торгівля у широкому розумінні охоплює всяку обмінну діяльність між країнами як товарами, так і іншими продуктами людської праці.
Зовнішня торгівля— це торгівля однієї країни з іншими, яка складається з вивозу(експорту) і ввозу (імпорту).
Торгівля двостороння — торгівля між двома державами на підставі угоди про збалансованість товарних потоків і платежів (кліринг).
Торгівля зустрічна — зовнішньоторговельні операції, умови яких передбачають зустрічні зобов’язання експортерів закупити в імпортерів товари на частину чи повну вартість експортованих товарів. Однією з головних ознак Т. з. є фіксація зобов’язань імпортерів купити товар і зустрічних зобов’язань експортерів у єдиному документі — угоді чи контракті. Основні форми — бартерні угоди, компенсаційні угоди.
Торгівля компенсаційна — система торгівлі, за якої експортер товару дає свою згоду на одержання за рахунок платежу за нього товарів із країни-імпортера.
Міжнародна торгівля є своєрідним проявом світового товарного ринку. Якщо на національному ринку рух товарів обумовлюється більше економічними факторами і державною політикою, то на світовому ринку суттєвий вплив на міжнародну торгівлю має зовнішньоекономічна політика окремих держав чи їх груп.
Рух національних товарів між країнами дещо обмежений, а деякі національні товари взагалі не надходять у світовий товарообіг. На світовому товарному ринку обертаються тільки конкурентоспроможні товари, найкращі з національних товарів.
Будь-якій державі для успішного функціонування на всесвітньому ринку необхідно мати свою зовнішньоекономічну інфраструктуру, яка може забезпечити просування товарів чи послуг від виробника до споживача в інші країни.
Міжнародний відділ — форма маркетингової міжнародної організації, відповідно до якої філіал здійснює контроль всієї міжнародної діяльності компанії. Фахівці з маркетингу, виробництва, досліджень, планування і персоналу становлять підрозділ за географічною або виробничою ознакою або ж міжнародний філіал, що відповідає за свій власний продаж і прибутки.

## Інші визначення
Міжнародна торгівля — сукупність зовнішньої торгівлі різних країн світу.
Міжнародна торгівля — це комерційна діяльність, що перетинає національні кордони, до якої належать переміщення майна, товарів, послуг, капіталу чи персоналу.
Міжнародна торгівля полягає у реалізації угод, укладених за межами національних кордонів, з метою задоволення потреб власного і зарубіжного бізнесу.
Міжнародна торгівля — торгівля між країнами, яка складається із ввозу (імпорту) товарів і послуг та їх вивозу (експорту), в основі чого лежить міжнародний поділ праці.
Міжнародна торгівля — важлива і найпоширеніша сфера міжнародних економічних відносин, яка відображає стан і перспективи просування різних товарних форм як між національними економіками, так і всередині- та між транснаціональними корпораціями, що розглядають світ як єдиний світогосподарський простір.

## Країни з найбільшою міжнародною торгівлею
| Місце | Країна                          | Експорт + Імпорт   | Дата інформації |
| ----- | ------------------------------- | ------------------ | --------------- |
| —     | Європейський Союз (Екстра-ЄС27) | $3,197,000,000,000 | 2009            |
| 1     | США                             | $2,439,700,000,000 | 2009 оцін.      |
| 2     | КНР                             | $2,208,000,000,000 | 2009 оцін.      |
| 3     | Німеччина                       | $2,052,000,000,000 | 2009 оцін.      |
| 4     | Японія                          | $1,006,900,000,000 | 2009 оцін.      |
| 5     | Франція                         | $989,000,000,000   | 2009 оцін.      |
| 6     | Велика Британія                 | $824,900,000,000   | 2009 оцін.      |
| 7     | Нідерланди                      | $756,500,000,000   | 2009 оцін.      |
| 8     | Італія                          | $727,700,000,000   | 2009 оцін.      |
| —     | Гонконг                         | $672,600,000,000   | 2009 оцін.      |
| 9     | Південна Корея                  | $668,500,000,000   | 2009 оцін.      |
| 10    | Бельгія                         | $611,100,000,000   | 2009 оцін.      |
| 11    | Канада                          | $603,700,000,000   | 2009 оцін.      |
| 12    | Іспанія                         | $508,900,000,000   | 2009 оцін.      |
| 13    | Росія                           | $492,400,000,000   | 2009 оцін.      |
| 14    | Мексика                         | $458,200,000,000   | 2009 оцін.      |
| 15    | Сінгапур                        | $454,800,000,000   | 2009 оцін.      |
| 16    | Індія                           | $387,300,000,000   | 2009 оцін.      |
| 17    | Республіка Китай                | $371,400,000,000   | 2009 оцін.      |
| 18    | Швейцарія                       | $367,300,000,000   | 2009 оцін.      |
| 19    | Австралія                       | $322,400,000,000   | 2009 оцін.      |
| 20    | ОАЕ                             | $315,000,000,000   | 2009 оцін.      |

Країни, які домінують у світовій торгівлі та міжнародних фінансах, передусім США, Велика Британія, Японія, Швейцарія, є водночас країнами базування транснаціонального капіталу. Саме цим зумовлена відносно висока узгодженість геополітичних інтересів їхньої національної еліти і світової олігархії.
Слаборозвинуті країни практично позбавлені внутрішніх джерел інвестицій і цілком залежать від транснаціонального капіталу, що зумовлює компрадорський характер їхньої національної еліти. Протиріччя між інтересами транснаціонального і національного капіталів вирішуються в них шляхом втягування останнього в обслуговування транснаціональних корпорацій і входження національної еліти в периферійні шари світової олігархії.
Між цими крайніми типами розташувалися інші країни, що намагаються відстояти свої національні інтереси в глобальній міжнародній конкуренції, використовувати свої конкурентні переваги для зміцнення становища у світовій економічній системі.

## Етапи розвитку міжнародної торгівлі
Можна виокремити такі етапи розвитку міжнародної торгівлі:
1. — початковий (з XVIII ст. до першої половини XIX ст.), який характеризується промисловими революціями, що замінили мануфактурне виробництво великою машинною індустрією в усіх розвинутих країнах. Важка промисловість фактично сформувала світовий ринок і водночас різко посилила свою залежність від нього;
2. — друга половина XIX ст. — початок Першої світової війни (1914 р.), що мав такі основні середовищні чинники, як науково-технічний прогрес у виробництві товарів та вдосконалення транспортних шляхів та суттєве вдосконалення якісних характеристик транспортних засобів;
3. — період між двома світовими війнами деякі фахівці називають «мертвим», або «чорним» періодом у розвитку міжнародної торгівлі. Чверть сторіччя (1914–1939 рр.), що тривав цей етап, позначені подіями Першої світової війни та її руйнівними наслідками для економік європейських країн, економічними кризами 1920–1921 pp. та 1929–1933 pp., початком формування двох світових систем господарства;
4. — повоєнний (50—60-ті роки) етап розвитку міжнародної торгівлі дістав ще назву «золотого» — саме в цей період було досягнуто 7% щорічного приросту світового експорту;
5. — сучасний (з початку 70-х років) етап розвитку міжнародної торгівлі вже сьогодні можна поділити на два періоди: конкуренції двох світових систем господарства — капіталістичної та соціалістичної (до початку 90-х років) та глобалізації світової економіки (з початку 90-х років.

Сучасний етап розвитку міжнародної торгівлі характеризується такими чинниками міжнародного середовища, як посилення міжнародної конкуренції, зміцнення існуючих і поява нових інтеграційних угруповань, індустріалізація більшості країн, що розвиваються, проблема заборгованості як цих країн, так і постсоціалістичних (перехідних) економік, розпад світової соціалістичної системи господарства.

## Теоретичні основи організації міжнародної торгівлі
Можна виділити три рівні принципів зовнішньоекономічної діяльності: загальні, специфічні та національні.
Загальні принципи зовнішньоекономічної діяльності — це невелика кількість загальновизнаних у всьому світі правил, що стали своєрідними загальновідомими істинами (аксіомами), яких дотримуються всі учасники міжнародних ділових операцій. Специфічні принципи зовнішньоекономічної діяльності закріплені у відповідних міжнародних правових актах і є обов'язковими для виконання всіма державами, що підписали той або інший акт. Найбільш повний перелік принципів організації міжнародних економічних відносин є в «Хартії економічних прав і обов'язків держав», прийнятій IV Спеціальною сесією Генеральної Асамблеї ООН 1974 року.